# Poksamo
Poksamo eller Poksamojärvi är en sjö i Finland. Den ligger i kommunen Posio i landskapet Lappland, i den norra delen av landet, 700 km norr om huvudstaden Helsingfors. Poksamo ligger 266,5 meter över havet. Den är 5,2 meter djup. Arean är 1,38 kvadratkilometer och strandlinjen är 8,02 kilometer lång. Sjön  ingår i Kemi älvs huvudavrinningsområde. 